# Нагиев, Арзу Насиб оглы
Арзу Насиб оглы Нагиев (род. 27 июля 1963, Баш-Лайски, Варташенский район) — депутат Парламента Азербайджана VI, VII созывов, азербайджанский политолог. Писатель, общественный деятель.

## Биография
Родился 27 июля 1963 года в селе Баш-Лайски в семье врачей. В 1980 году с золотой медалью окончил среднюю школу в Товузе. В 1985 году окончил Московский институт управления, факультет строительства и управления городским хозяйством.
В 1991 году окончил с дипломом отличия Высшие курсы КГБ СССР в Тбилиси.
С 1985 по 1987 год являлся экономистом, главным экономистом треста №4 Министерства строительства и промышленности Азербайджанской ССР.
С 1987 по 1989 год — инструктор, начальник отдела комсомольской организации Наримановского района Баку.
С 19991 по 2011 годы состоял на действительной военной службе  в органах КГБ-МНБ Азербайджана, начиная от должности оперуполномоченного до начальника оперативного отдела министерства.
Ветеран Первой карабахской войны.
В 2011—2020 годах являлся заместителем генерального директора Агентства международной информации «Тренд».
Неоднократно представлял Азербайджан на конференциях, семинарах в ряде стран мира, посвященных борьбе с коррупцией, терроризмом, торговлей людьми, незаконным оборотом наркотиков. Являлся участником и экспертом международных программ  SCAD, CARICC, International Intelligence Academy, Virginia Tech-TISD-OSCE, UNODC Open analist.
Является экспертом-обозревателем по региональной геополитике и безопасности.
Член Союза писателей Азербайджана. Автор пяти художественных и двух документальных книг, нескольких фундаментальных исследований.
В 2020 году был избран депутатом Парламента Азербайджана VI созыва по 104 Гедабек-Товузскому избирательному округу.
В 2024 году на парламентских выборах в Азербайджане, которые состоялись 1 сентября, одержал победу в Товуз-Кедабекском избирательном округе №105. Официально избран депутатом Милли Меджлиса Азербайджана седьмого созыва, первое заседание которого состоялось 23 сентября 2024 года.
Является членом комиссии Азербайджана по борьбе с коррупцией.
Член комитета по обороне, безопасности и борьбе с коррупцией, комитета по труду и социальной политике парламента Азербайджана.
Член азербайджанской делегации в Межпарламентской ассамблее СНГ. Руководитель межпарламентской рабочей группы Азербайджан — Грузия.

## Награды
- Орден «Слава» (26 июля 2023, за плодотворную деятельность в общественно-политической жизни Азербайджанской Республики)[4]